# زورو
زورو (به اسپانیایی:Zorro) شخصیتی داستانی که جانستون مک‌کالی در سال ۱۹۱۹ آن را خلق کرد که فیلم و کتاب‌های زیادی از آن تا به حال منتشر شده‌است. زورو که در زبان اسپانیایی معنای روباه دارد، نام هویت مخفیِ دُن دیه گو دلاوگا است، نجیب‌زاده‌ای که در دوران سلطهٔ اسپانیا بر کالیفرنیا زندگی می‌کند.
داستان دُن دیه گو دلاوگا – اشراف زاده‌ای که دلش با فقرا بود- اولین بار در سال ۱۹۱۹ توسط جانستون مک کالی (کمیک‌نویس آمریکایی) تعریف شد. در ۲۸ نوامبر ۱۹۲۰ توسط داگلاس فربنکس (ستارهٔ سینمای صامت) روی پرده جان گرفت و از آن سال تا به حال زورو در یادها مانده‌است.
ایزابل آلنده، نویسندهٔ منزوی و روشنفکر نیز طوری از این داستان تأثیر گرفت که ۴ ماه از عمرش را صرف یادگیری شمشیر بازی کرد تا بتواند هجدهمین روایت از داستان این شمشیر زن افسانه‌ای را بازنویسی کند.

## داستان و روایت

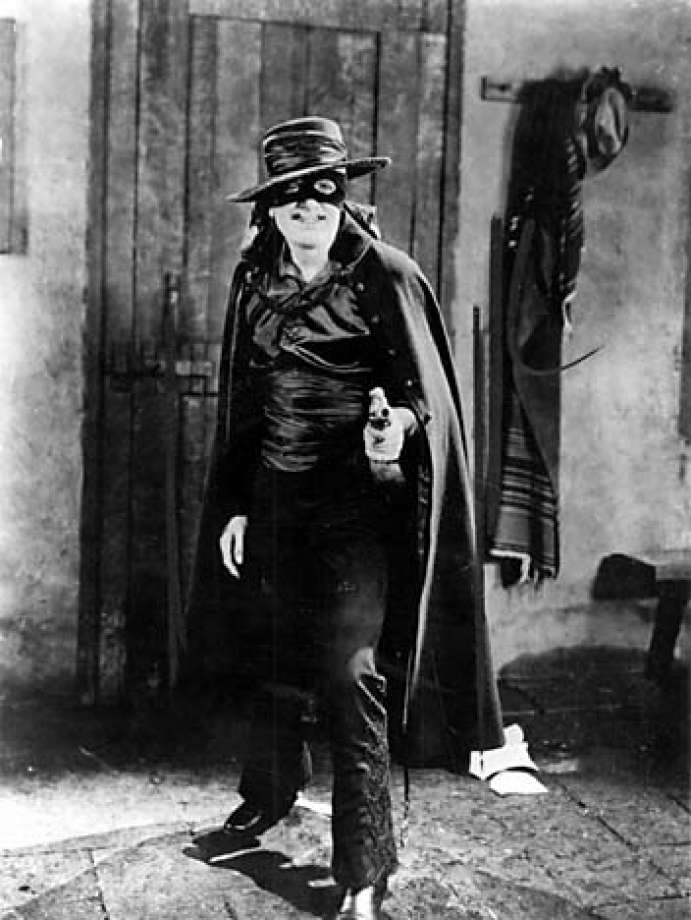
کاراکتر زورو در فیلم "علامت زورو" (۱۹۲۰) با بازی داگلاس فربنکس.

دُن دیه گو در کالیفرنیای ۱۷۹۰ زندگی می‌کند؛ زمانیکه این قسمت از آمریکا متعلق به مکزیک و خود مکزیک هم مستعمرهٔ اسپانیا بوده‌است. دُن دیه گو اصلیتی اندلسی دارد و یک برادر خواندهٔ کوچک به نام برنارد (که در بعضی نسخه‌ها تبدیل به نوکر لال و وفادار او شد) و یک اسب سیاه و تیزتک به اسم تورنادو و نامزدی به نام لولیتا بولیدو دارد. او بافرمانده کالیفرنیا، پدرو فاگس (این شخصیتی واقعی در تاریخ است) مبارزه می‌کند. این قصه قدیمی مکزیکی که تا به حال ۱۹ بار به صورت فیلم و سریال در آمده و بازیگران زیادی در جلد این عیار اسپانیایی رفته‌اند؛ از گای ویلیامز تا آنتونی هاپکینز و آلن دلون و آنتونیو باندراس و حتی در ۱۹۴۴ یک زن به نام لیندا استیرلینگ نقش او را بازی کرد.

## اقتباس‌های سینمایی
برخی از اقتباس‌های معروف سینمایی از این شخصیت به شرح زیر است:
- علامت زورو (فیلم 1940)
- رؤیای زورو (فیلم 1952)
- زورو (فیلم 1975)

- نقاب زورو (فیلم 1998)
- افسانه زورو (فیلم 2005)

یک مجموعه تلویزیونی بسیار مشهور با تهیه کنندگی شرکت والت دیسنی نیز از این شخصیت ساخته شده است:
- زورو (مجموعه تلویزیونی ۱۹۵۷)
- و یک سریال اسپانیایی جدید دیگر با کارگردانی خاویر کویینتاس نیز از این شخصیت ساخته شده است:
- زورو (مجموعه تلویزیونی ۲۰۲۴)